# Marsala
Marsala – miasto i gmina we Włoszech, w regionie Sycylia, w prowincji Trapani. Miejscowość słynie z wina marsala.
Według danych na rok 2004 gminę zamieszkiwało 77 013 osób, 319,6 os./km².
W Marsali znajduje się m.in. katedra z 1176, muzea Museo degli Arazzi i Museo Bagli Anselmi (gdzie znajduje się okręt kartagiński z 241 r. p.n.e.).

## Historia
Założona jako kartagińskie miasto Lilybaeum. Obecnie funkcjonująca nazwa miejscowości nadana przez Arabów w IX wieku.
11 maja 1860 w Marsali rozpoczęła się Wyprawa tysiąca pod dowództwem Giuseppe Garibaldiego.

## Galeria

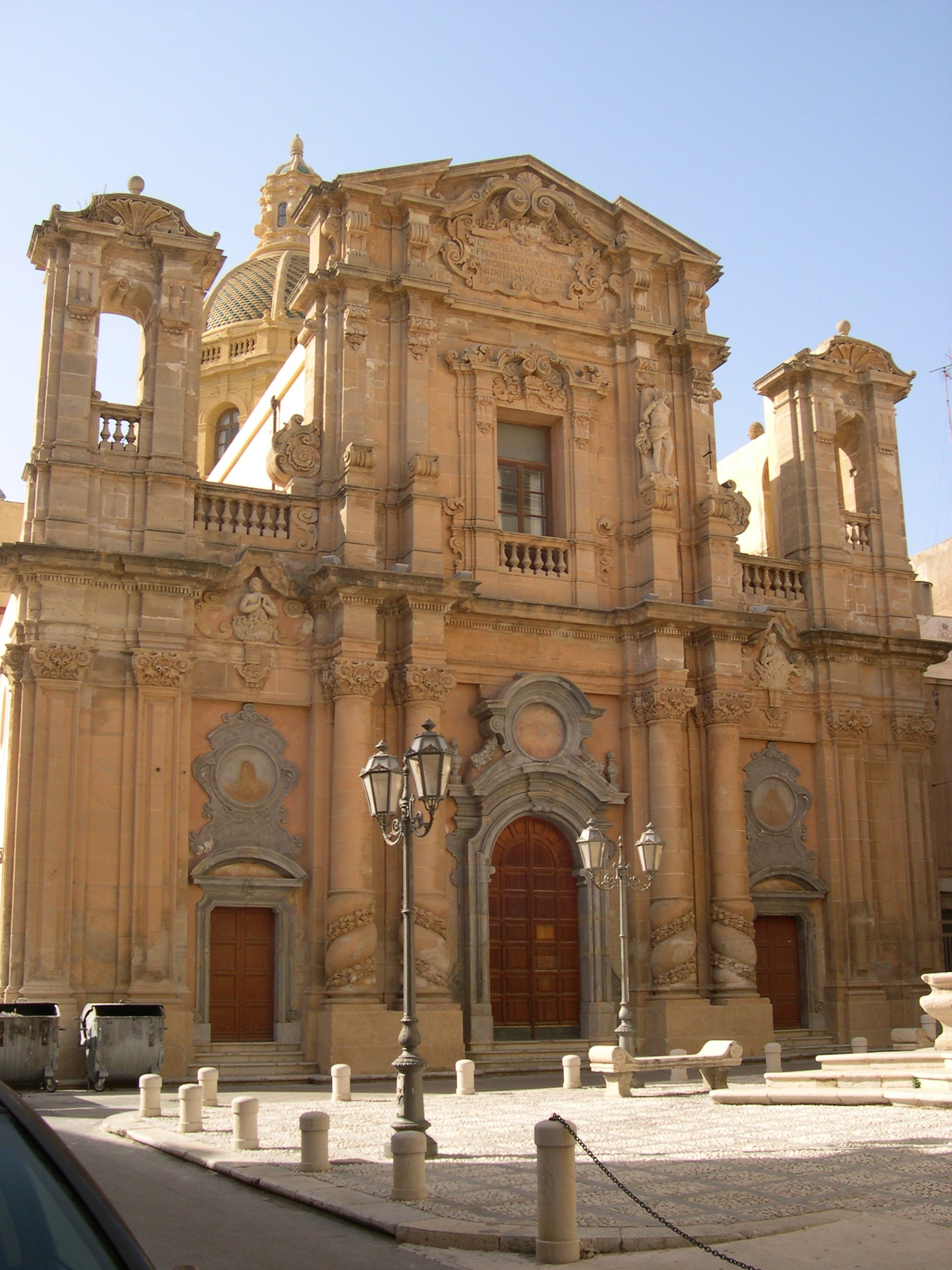
Katedra
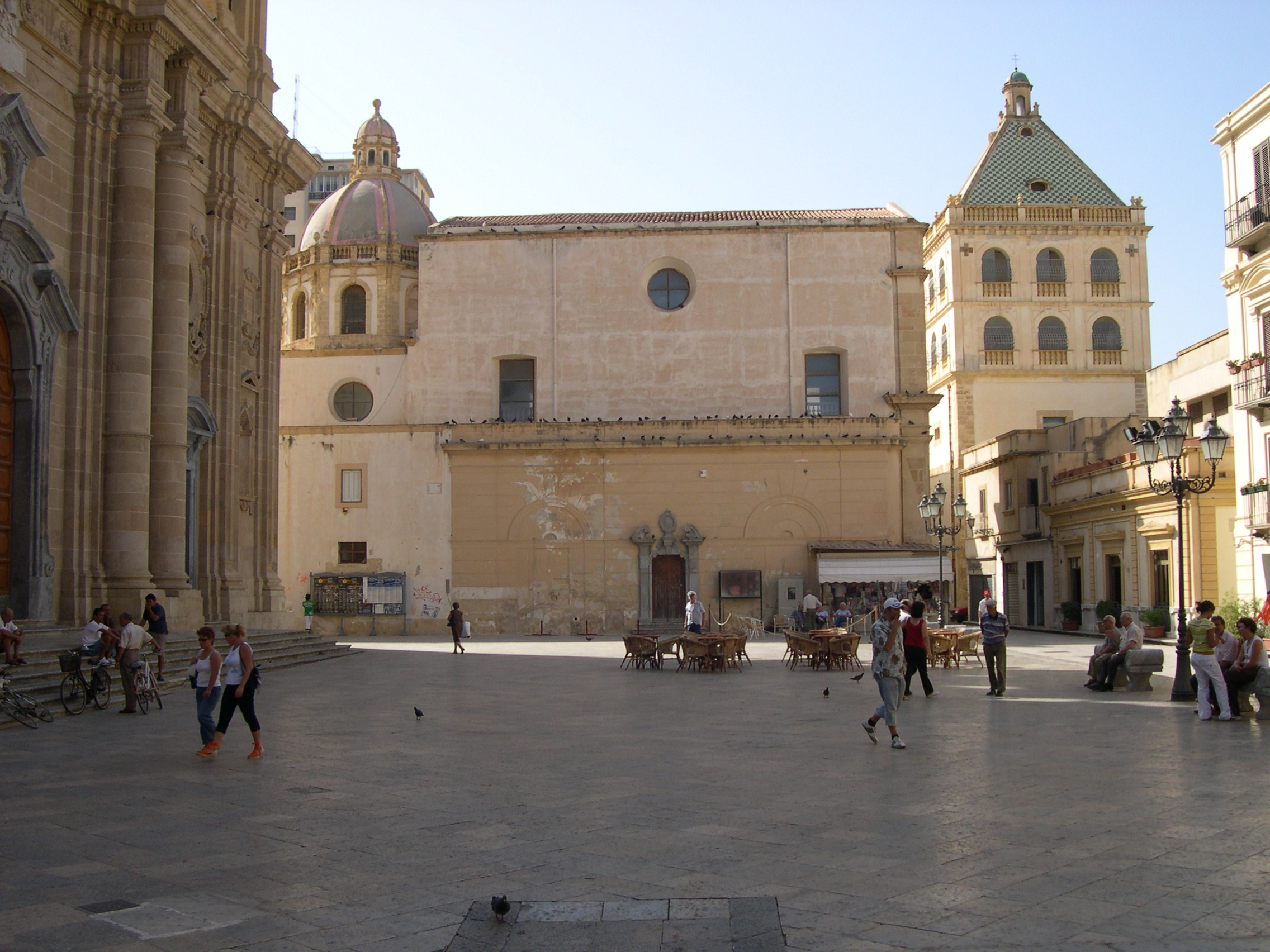
Piazza principale
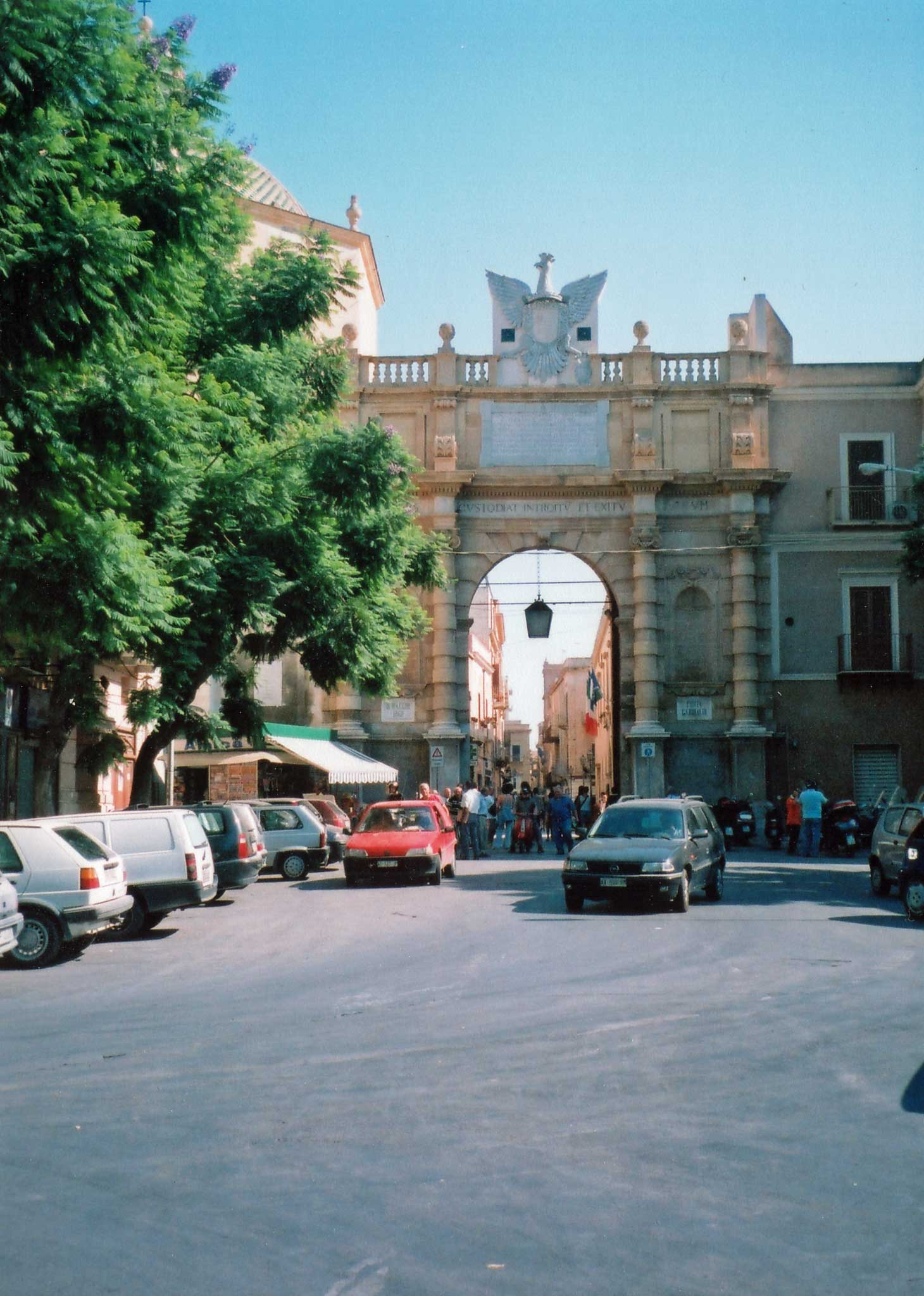
Brama